# Friedrich Jäckel
Friedrich Jäckel (né le 8 septembre 1876 à Vienne, mort le 14 mai 1960 à Graz) est un architecte autrichien.

## Biographie
Jäckel fait ses études à l'université technique de Vienne, notamment auprès de Karl Mayreder (de) et Karl König. De 1901 à 1926, il travaille au bureau de construction de la ville de Vienne, l'objectif principal de son travail est l'expansion de l'infrastructure de la ville. En 1926, il est nommé à l'Université technique de Graz et y est professeur d'ingénierie structurelle et de matériaux de construction jusqu'à sa retraite.
À partir de 1903, il est membre de la Société autrichienne des ingénieurs et architectes (de) et à partir de 1926 de l'Association centrale des architectes autrichiens (de).

## Œuvres

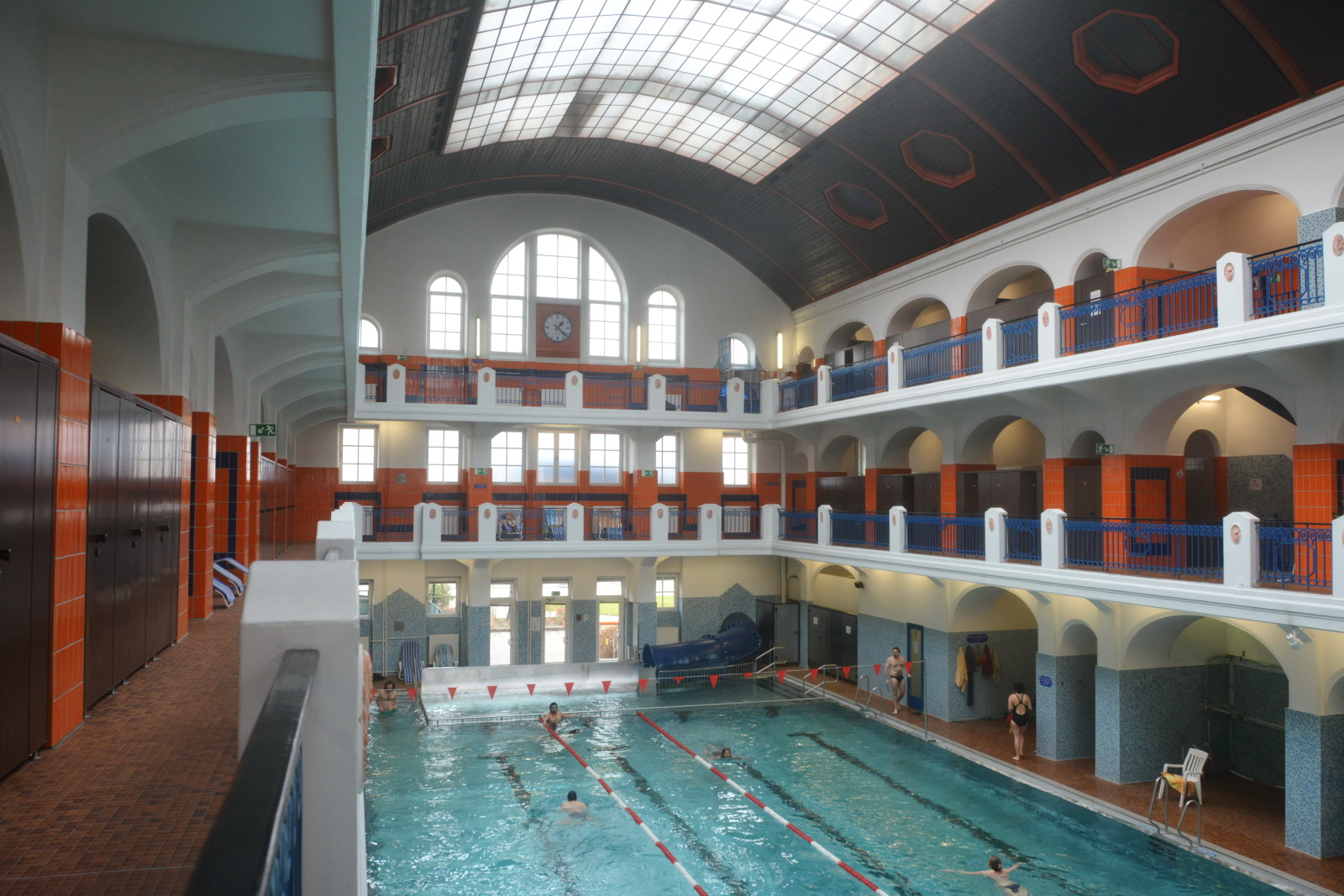
L'intérieur du Jörgerbad.

- 1910–1911 : Passerelle Döblinger, Vienne Döbling et Brigittenau, Rampengasse
- 1911 : Hauptschule, Vienne Donaustadt, Konstanziagasse 50
- 1911–1912 : École maternelle de la ville de Vienne, Vienne Ottakring, Brüßlgasse 31 (avec Max Fiebiger)
- 1911–1912 : Hebbelschule, Vienne Favoriten, Hebbelplatz 1–2 (avec Max Fiebiger)
- 1912–1913 : Volksschule, Vienne Favoriten, Triester Straße 114 (avec Josef Bittner)
- 1911–1913 : Réservoir d'eau de Steinhof, Vienne Ottakring, Johann-Staud-Gasse 28–30
- 1912–1914 : Jörgerbad, Vienne Hernals, Jörgerstraße 42–44 (avec Heinrich Goldemund et Franz Wejmola, technologie et gestion de la construction)
- 1913 : Volksschule, Vienne Hietzing, Amalienstraße 31–33 (avec Max Fiebiger)
- 1915–1916 : Agrandissement du Naschmarkt (Office du marché et aménagement des pavillons) Vienne Mariahilf
- 1916–1917 : Agrandissement de l'abattoir de Sankt Marx (de), Viehmarktgasse (avec Max Fiebiger)
- 1920–1921 : Salles de consécration et morgue, Vienne Meidling, Hervicusgasse 44
- 1923–1924 : Ensemble immobilier de la commune de Vienne, Vienne Döbling, Schegargasse 17–19
- 1923–1924 : Bureau départemental d'aide à la jeunesse, Vienne Floridsdorf, Gerichtsgasse 10 (avec Wilhelm Peterle (de), transformé en immeuble résidentiel en 1950)
- 1923–1925 : Réservoir d'eau et élévateur de la deuxième canalisation de haute source viennoise, Vienne Döbling, Krapfenwaldgasse 28 (de) (avec les techniciens Ludwig Machek, Anton Zaubek, Rudolf Teufelbauer)

## Source de la traduction
- (de) Cet article est partiellement ou en totalité issu de l’article de Wikipédia en allemand intitulé « Friedrich Jäckel » (voir la liste des auteurs).